# Porto Open 2025
Il Porto Open 2025, chiamato anche Eupago Porto Open per l'edizione femminile per motivi di sponsorizzazione, è stato un torneo di tennis che si gioca sul cemento. È stata la 19ª edizione del Porto Open, facente parte della categoria Challenger 100 nell'ambito dell'ATP Challenger Tour 2025, e la 22ª edizione del femminile, facente parte per il primo anno della categoria WTA 125 del WTA Challenger Tour 2025 Il torneo si disputa al Complexo Ténis Monte Aventino di Porto, in Portogallo, l'edizione maschile si è giocata dal 28 luglio al 3 agosto 2025, mentre quella femminile dal 14 al 20 luglio 2025. Si gioca anche una edizione dell'ITF Men's World Tennis Tour dal 21 al 27 luglio 2025.

## Partecipanti singolare maschile

### Teste di serie
| Nazionalità | Giocatore            | Ranking* | Testa di serie |
| ----------- | -------------------- | -------- | -------------- |
| Portogallo  | Jaime Faria          | 119      | 1              |
| Spagna      | Martín Landaluce     | 134      | 2              |
| Svizzera    | Marc-Andrea Hüsler   | 170      | 3              |
| Spagna      | Daniel Mérida        | 175      | 4              |
| Portogallo  | Henrique Rocha       | 177      | 5              |
| Italia      | Francesco Maestrelli | 179      | 6              |
| Francia     | Hugo Grenier         | 190      | 7              |
| Francia     | Luca Van Assche      | 192      | 8              |

* Ranking al 21 luglio 2025.

### Altri partecipanti
I seguenti giocatori hanno ricevuto una wildcard per il tabellone principale:
- Pedro Araújo
- Gastão Elias
- Tiago Pereira

Il seguente giocatore è entrato in tabellone come special exempt:
- Nicolás Álvarez Varona

Il seguente giocatore è entrato in tabellone come alternate:
- Radu Albot

I seguenti giocatori sono entrati in tabellone passando dalle qualificazioni:
- Giulio Zeppieri
- Adrià Soriano Barrera
- Moez Echargui
- Tiago Torres
- Henry Searle
- Maxwell McKennon

## Partecipanti singolare femminile

### Teste di serie
| Nazionalità | Giocatore        | Ranking* | Testa di serie |
| ----------- | ---------------- | -------- | -------------- |
| Giappone    | Aoi Itō          | 108      | 1              |
| Australia   | Priscilla Hon    | 134      | 2              |
| Rep. Ceca   | Tereza Valentová | 135      | 3              |
| Regno Unito | Heather Watson   | 143      | 4              |
| Cina        | Gao Xinyu        | 147      | 5              |
| Svizzera    | Céline Naef      | 178      | 6              |
| Belgio      | Sofia Costoulas  | 181      | 7              |
|             | Alina Čaraeva    | 182      | 8              |

* Ranking del 30 giugno 2025.

### Altre partecipanti
Le seguenti giocatrici hanno ricevuto una wild-card per il tabellone principale:
- Lena Couto
- Analu Freitas
- Francisca Laundes
- Angelina Voloshchuk

Le seguenti giocatrici sono entrate in tabellone passando dalle qualificazioni:
- Emina Bektas
- Alëna Falej
- Alina Korneeva
- Himeno Sakatsume

### Ritiri
Prima del torneo
- Harriet Dart → sostituita da  Lizette Cabrera
- Krystina Dzmitruk → sostituita da  Valentina Ryser
- Fiona Ferro → sostituita da  Gabriela Knutson
- Storm Hunter → sostituita da  Hina Inoue
- Kyōka Okamura → sostituita da  Viktória Hrunčáková
- Nina Stojanović → sostituita da  Manon Léonard

## Partecipanti WTA doppio

### Teste di serie
| Nazionalità | Giocatore        | Nazionalità | Giocatore      | Ranking* | Testa di serie |
| ----------- | ---------------- | ----------- | -------------- | -------- | -------------- |
| Portogallo  | Francisca Jorge  | Portogallo  | Matilde Jorge  | 205      | 1              |
| Regno Unito | Madeleine Brooks | Hong Kong   | Eudice Chong   | 289      | 2              |
| Francia     | Estelle Cascino  | Francia     | Carole Monnet  | 299      | 3              |
| Svizzera    | Céline Naef      | Regno Unito | Heather Watson | 336      | 4              |

* Ranking del 30 giugno 2025.

### Altri partecipanti
La seguente coppia di giocatrici ha ricevuto una wild card per il tabellone principale:
- Ana Filipa Santos /  Angelina Voloshchuk

La seguente coppia di giocatrici è subentrata in tabellone come alternate:
- Teresa Franco Dias /  Rinko Matsuda

### Ritiri
Prima del torneo
- Sofia Costoulas /  Alina Korneeva → sostituite da  Teresa Franco Dias /  Rinko Matsuda
- Céline Naef /  Heather Watson

## Campioni

### Singolare maschile
Moez Echargui ha sconfitto in finale  Francesco Maestrelli con il punteggio di 6–3, 6–2.

### Singolare femminile
Tereza Valentová ha sconfitto in finale  Lanlana Tararudee con il punteggio di 6-4, 6-2.

### Doppio maschile
George Goldhoff /  Ray Ho hanno sconfitto in finale  Nicolás Barrientos /  Joran Vliegen con il punteggio di 6–4, 6–4.

### Doppio femminile
Carmen Corley /  Ivana Corley hanno sconfitto in finale  Liang En-shuo /  Peangtarn Plipuech con il punteggio di 6-3, 6-1.